# George Henry Speltz
George Henry Speltz (* 29. Mai 1912 in Altura, Minnesota; † 1. Februar 2004 in St. Cloud, Minnesota) war Bischof von Saint Cloud.

## Leben
Speltz studierte am St. Mary’s College in Winona und am Priesterseminar St. Paul Seminary. Er empfing am 2. Juni 1940 die Priesterweihe. 1944 wurde er Doktor der Philosophie und Vizekanzler des Bistums Winona. 1948 wurde er erster Rektor des Immaculate Heart of Mary Seminary.
Papst Johannes XXIII. ernannte ihn am 12. Februar 1963 zum Weihbischof in Winona und zum Titularbischof von Claneus. Die Bischofsweihe spendete ihm am 25. März desselben Jahres Edward Aloysius Fitzgerald, Bischof von Winona. Mitkonsekratoren waren Peter William Bartholome, Bischof von St. Cloud, und Frederick William Freking, Bischof von Salina. Er nahm bis 1965 an der zweiten, dritten und vierten Session des Zweiten Vatikanischen Konzils teil.
Papst Paul VI. ernannte ihn am 4. April 1966 zum Koadjutorbischof von Saint Cloud. Nach Bartholomes Rücktritt trat Speltz am 31. Januar 1968 seine Nachfolge an. Er vertrat eher konservative Positionen. So verweigerte er zum Beispiel Paaren die kirchliche Hochzeit, die vor der Hochzeit zusammenlebten. Am 13. Januar 1987 legte er sein Amt aus gesundheitlichen Gründen nieder. Er starb 2004 in der St. Benedict Senior Community mit 91 Jahren.